# 徐逵 (弘治進士)
徐逵（1462年—？），字大亨，湖廣儀衛司官籍，直隸山陽縣人，明朝政治人物。

## 生平
湖廣鄉試第二十一名舉人。弘治三年（1490年）中式庚戌科會試第三十八名，二甲第三十二名進士。授户部主事，徐州管粮，升员外郎，十三年九月升遼東行太僕寺少卿。

## 家族
曾祖徐希賢；祖父徐昂；父徐鎬，義官。母菅氏。具慶下。